# 프레드 던랩
프레더릭 C. "슈어 숏" 던랩(Frederick C. "Sure Shot" Dunlap, 1859년 5월 21일 ~ 1902년 12월 1일, 펜실베이니아주 필라델피아)은 미국의 야구 선수로, 메이저 리그 베이스볼에서 1880년부터 1891년까지 2루수로 뛰었고, 감독도 여러 차례 맡았다. 통산 기록은 타율 0.292, 366타점, 759득점으로, 1886년 5월 24일에는 사이클링 안타를 달성했다.